# WIG-deweloperzy
WIG-deweloperzy – subindeks giełdowy na Giełdzie Papierów Wartościowych w Warszawie, obliczany od 15 czerwca 2007 r.
Formuła obliczania:
{\displaystyle WIG-s(t)={\frac {M(t)}{M(0)*K(t)}}*6543,82}
- M(t) - kapitalizacja portfela subindeksu na sesji "t"
- M(0) - kapitalizacja portfela subindeksu sektorowego w dniu bazowym
- K(t) - współczynnik korygujący subindeksu na sesji "t"